# Маллорі (Західна Вірджинія)
Маллорі (англ. Mallory) — переписна місцевість (CDP) в США, в окрузі Лоґан штату Західна Вірджинія. Населення — 1552 особи (2020).

## Географія
Маллорі розташоване за координатами 37°43′8″ пн. ш. 81°48′36″ зх. д. / 37.71889° пн. ш. 81.81000° зх. д. (37.718827, -81.809987).  За даними Бюро перепису населення США в 2010 році переписна місцевість мала площу 33,77 км², з яких 33,64 км² — суходіл та 0,13 км² — водойми.

## Демографія
Згідно з переписом 2010 року, у переписній місцевості мешкали 1654 особи в 644 домогосподарствах у складі 485 родин. Густота населення становила 49 осіб/км².  Було 703 помешкання (21/км²).
Расовий склад населення:
| - 96,4 % — білих - 1,8 % — чорних або афроамериканців - 0,1 % — корінних американців - 0,1 % — азіатів |

До двох чи більше рас належало 1,6 %. Частка іспаномовних становила 0,5 % від усіх жителів.
За віковим діапазоном населення розподілялося таким чином: 22,9 % — особи молодші 18 років, 62,1 % — особи у віці 18—64 років, 15,0 % — особи у віці 65 років та старші. Медіана віку мешканця становила 41,4 року. На 100 осіб жіночої статі у переписній місцевості припадало 101,2 чоловіків;  на 100 жінок у віці від 18 років та старших — 96,6 чоловіків також старших 18 років.
Середній дохід на одне домашнє господарство  становив 55 135 доларів США (медіана — 39 194), а середній дохід на одну сім'ю — 64 092 долари (медіана — 58 485). За межею бідності перебувало 18,4 % осіб, у тому числі 31,0 % дітей у віці до 18 років та 6,2 % осіб у віці 65 років та старших.
Цивільне працевлаштоване населення становило 498 осіб. Основні галузі зайнятості: роздрібна торгівля — 27,5 %, освіта, охорона здоров'я та соціальна допомога — 25,1 %, сільське господарство, лісництво, риболовля — 19,5 %.